# Hacked up for Barbecue
Hacked up for Barbecue (česky Rozsekán pro barbecue) je první studiové album americké brutal death metalové skupiny Mortician vydané roku 1996 společností Relapse Records. Album vytvořila dvojice muzikantů Will Rahmer a Roger Beaujard.

## Seznam skladeb
- 1. Bloodcraving 	(5:15)
- 2. Embalmed Alive 	(0:53)
- 3. Cremated 	(1:37)
- 4. Three On A Meathook 	(3:08)
- 5. Brutally Mutilated 	(0:42)
- 6. Deranged Insanity 	(2:31)
- 7. Cannibal Feast 	(1:43)
- 8. Blown To Pieces 	(1:01)
- 9. Fog Of Death 	(3:15)
- 10. Brutal Disfigurement 	(1:28)
- 11. Apocalyptic Devastation 	(3:15)
- 12. Inquisition 	(1:23)
- 13. Hacked Up For Barbecue 	(4:21)
- 14. Abolition 	(0:53)
- 15. Necrocannibal 	(4:01)
- 16. Ripped In Half 	(0:26)
- 17. Morbid Butchery 	(2:03)
- 18. Decapitated 	(1:04)
- 19. Drilling For Brains 	(0:52)
- 20. Eaten Alive By Maggots 	(1:53)
- 21. Witches' Coven 	(3:21)
- 22. Worms 	(0:55)
- 23. Annihilation 	(1:05)
- 24. Mortician 	(3:22)

## Sestava
- Will Rahmer — basová kytara, vokály
- Roger Beaujard — kytara, programování bicích